# Aizkraukle
Aizkraukle (in tedesco: Ascheraden) è un comune della Lettonia appartenente alla regione storica della Livonia di 7 315 abitanti (dati 2015)
Situata sulle rive del fiume Daugava fu costruita negli anni sessanta per ospitare gli operai della che partecipavano alla costruzione della vicina centrale idroelettrica di Pļaviņas.
Divenne città nel 1967.
In epoca sovietica ebbe il nome di Stučka (in onore di un comunista lettone) ma nel 1991 fu rinominata Aizkraukle, dal nome storico dell'area.
Le risorse principali della città sono la produzione di energia elettrica, la lavorazione del legno, la stampa e l'agricoltura.
Nei pressi della città si trovano delle rovine di un castello medievale.
Nel 1279, il territorio corrispondente alla città, a quei tempi non ancora esistente, fu teatro di una omonima battaglia.

## Geografia antropica

### Suddivisioni amministrative
Il comune si compone di due unità amministrative:
- Aizkraukle, centro urbano (8 962 abitanti nel 2008)
- Aizkraukle, zona rurale